# Synagoga chasydów z Sadogóry w Lesku
Synagoga chasydów z Sadogóry w Lesku – nieistniejąca chasydzka synagoga znajdująca się w Lesku, naprzeciw głównej synagogi.
Synagoga została założona przez chasydów z Sadogóry, zwolenników cadyków z rodu Freidmanów. Podczas II wojny światowej hitlerowcy zburzyli synagogę. Po zakończeniu wojny nie została odbudowana.